# Giglio Castello
Giglio Castello è una frazione del comune italiano di Isola del Giglio, di cui costituisce il capoluogo, nella provincia di Grosseto, in Toscana.

## Geografia fisica
Giglio Castello si trova nella parte centrale, più alta ed interna, dell'Isola del Giglio, a circa 400 metri sul livello del mare. La vegetazione attorno al borgo medievale è caratterizzata dalla macchia mediterranea, in particolare da lecci, ulivi e pini marittimi.  

## Il borgo
L'abitato, di origini medievali, si caratterizza per l'imponente Rocca aldobrandesca, parte integrante del complesso castellano assieme alle caratteristiche e ben conservate mura e ad alcune torri. Le mura circondano il centro storico in cui è possibile ammirare panorami mozzafiato. La visuale spazia dalla zona orientale dell'isola che affaccia su Monte Argentario, Talamone, Montalto di Castro nella parte orientale e verso Elba, Montecristo e Corsica nella parte occidentale. Giglio Castello fa parte del circuito dei borghi più belli d'Italia. 

## Monumenti e luoghi d'interesse

### Architetture religiose
- Chiesa di San Pietro, del XV secolo; è la chiesa principale dell'Isola dove si custodisce il tesoro di papa Innocenzo XIII e si può ammirare un magnifico Crocifisso eburneo, opera del Giambologna. La chiesa conserva anche le venerate reliquie di San Mamiliano, protettore dell'Isola e dell'Arcipelago Toscano.
- Chiesa di San Giorgio

### Architetture militari
- Mura di Giglio Castello, di origini medievali, racchiudono interamente il borgo. L'accesso al borgo era possibile attraverso la Porta della Rocca.
- Rocca aldobrandesca, situata a Giglio Castello, fu costruita dai Pisani e ulteriormente fortificata dagli Aldobrandeschi. Si trova in posizione dominante lungo le mura perimetrali. Vi si gode un magnifico panorama su tutto l'Arcipelago e sulla costa maremmana. Nei giorni limpidi, si scorgono nettamente anche l'Isola d'Elba e la Corsica.

## Società

### Evoluzione demografica
Quella che segue è l'evoluzione demografica della frazione di Giglio Castello.
| Anno | Abitanti |
| ---- | -------- |
| 1921 | 1 196    |
| 1931 | 1 018    |
| 1961 | 935      |
| 1981 | 648      |
| 2001 | 568      |
| 2011 | 557      |

## Cucina tipica
Il dolce tipico di Giglio Castello è il panficato, un panetto dolce con fichi, uvetta e cioccolato.

## Cultura

### Eventi
Il 15 settembre si tiene al Castello la festa del patrono San Mamiliano, con la tradizionale processione, il Palio degli Asini e la quadriglia.

### Riconoscimenti
Giglio Castello è uno dei cinque borghi della provincia di Grosseto (insieme a Pitigliano, Sovana, Porto Ercole, Montemerano) inseriti nella lista de I borghi più belli d'Italia.

## Geografia antropica
Il centro di Giglio Castello è costituito da quattro rioni, ognuno con proprio simbolo e colore:
- Rocca
- Centro
- Cisterna
- Casamatta